# Verklärte Nacht
Verklärte Nacht is een symfonisch gedicht voor strijksextet, gecomponeerd in 1899 door Arnold Schönberg, en bewerkt voor strijkorkest in 1917. Schönberg reviseerde deze versie nogmaals in 1943. Het werk is gebaseerd op het gelijknamige gedicht van Richard Dehmel.

## Geschiedenis

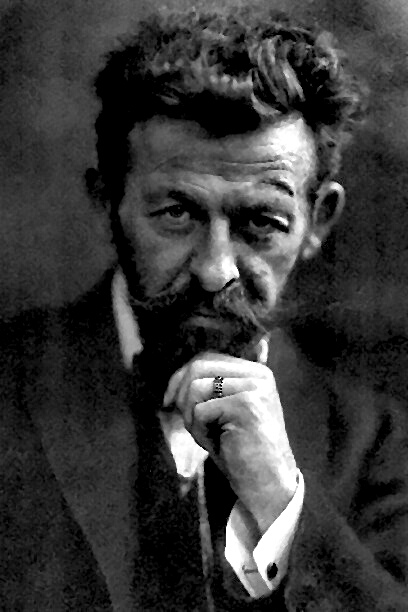
Richard Dehmel 1905

De gedichtenverzameling ‘Weib und Welt’ van Dehmel heeft de jonge componist Schönberg sterk beïnvloed. In 1897 componeerde hij het lied ‘Mädchenfrühling’ op tekst van Dehmel. Onder inspiratie van zijn leraar Alexander von Zemlinsky verliet Schönberg het strenge pad als volgeling van Johannes Brahms in de richting van Richard Wagner met een gloedvolle bewondering voor alles wat met hem te maken had. In die tijd woedde in Wenen de discussie wie van deze twee componisten het meest vooruitstrevend was. De Brahmse esthetiek van een pure, absolute en abstracte muziek stond tegenover de Wagneriaanse esthetiek van buitenmuzikale programmatische elementen in de muziek.
Schönberg en Zemlinsky brachten met elkaar de zomervakantie door in Payerbach am Semmering (Oostenrijk) en daar werd Schönberg verliefd op Zemlinsky’s zuster Mathilde. (Zij trouwden in 1901.) Mede onder invloed van deze verliefdheid ontstond het strijksextet ‘Verklärte Nacht’ op.4, het eerste symfonische gedicht voor kamerensemble. Deze compositie markeert de overgang van Schönbergs Brahms-periode naar de programmatische muziek van Wagner. (Overigens orkestreerde Schönberg in 1937 nog Brahms’ 1ste pianokwartet voor orkest. Dat werk wordt gekscherend Brahms’ 5de symfonie genoemd.)
Een gedicht uit Dehmels genoemde werk is als basis genomen voor de muziek: een gesprek tussen twee verliefde mensen waarbij de vrouw een kind verwacht van een andere man. Waarom Schönberg dit gedicht nam – Mathilde was in ieder geval niet zwanger van een andere man – is niet duidelijk. Net als de Tsjechische componist Smetana in zijn 1ste strijkkwartet (‘Z mého života’, ‘Uit mijn leven’ 1876), verbond Schönberg programmamuziek met kamermuziek.
Dehmels gedicht en ‘Verklärte Nacht’ hebben vijf in elkaar overlopende delen. De compositie volgt de opbouw van het gedicht. Het tweede deel verklankt de bekentenis van de vrouw over haar zwangerschap en het vierde de begripvolle reactie van de man. De gewaagde harmonieën, de fantasie van de klankcombinaties en de aan Tristan en Isolde herinnerende chromatiek in dit werk staan ver van de toen gebruikelijke klanktaal. De première, door het Rosé Quartet in januari 1902 in Wenen, veroorzaakte onbegrip bij het publiek. De première in Berlijn, in oktober 1902, kreeg hevige negatieve kritiek.
Schönberg verloor zijn vertrouwen in de compositie nooit en arrangeerde haar in 1917 voor strijkorkest. Zelfs toen hij al jaren in de Verenigde Staten woonde en zich bezighield met een volstrekt andere muziek, reviseerde hij deze versie nog (in 1943). En ook heeft de muziek nog de basis gevormd voor het ballet ‘The pillar of fire’ dat op 8 april 1942 is uitgevoerd in de Metropolitan Opera in New York.

## Tekst
Verklärte Nacht

Zwei Menschen gehn durch kahlen, kalten Hain;

der Mond läuft mit, sie schaun hinein.

Der Mond läuft über hohe Eichen,

kein Wölkchen trübt das Himmelslicht,

in das die schwarzen Zacken reichen.

Die Stimme eines Weibes spricht:

Ich trag ein Kind, und nit von dir,

ich geh in Sünde neben dir.

Ich hab mich schwer an mir vergangen;

ich glaubte nicht mehr an ein Glück

und hatte doch ein schwer Verlangen

nach Lebensfrucht, nach Mutterglück

und Pflicht – da hab ich mich erfrecht,

da ließ ich schaudernd mein Geschlecht

von einem fremden Mann umfangen

und hab mich noch dafür gesegnet.

Nun hat das Leben sich gerächt,

nun bin ich dir, o dir begegnet.

Sie geht mit ungelenkem Schritt,

sie schaut empor, der Mond läuft mit;

ihr dunkler Blick ertrinkt in Licht.

Die Stimme eines Mannes spricht:

Das Kind, das du empfangen hast,

sei deiner Seele keine Last,

o sieh, wie klar das Weltall schimmert!

Es ist ein Glanz um Alles her,

du treibst mit mir auf kaltem Meer,

doch eine eigne Wärme flimmert

von dir in mich, von mir in dich;

die wird das fremde Kind verklären,

du wirst es mir, von mir gebären,

du hast den Glanz in mich gebracht,

du hast mich selbst zum Kind gemacht.

Er faßt sie um die starken Hüften,

ihr Atem mischt sich in den Lüften,

zwei Menschen gehn durch hohe, helle Nacht.

Richard Dehmel, 1901

Verlichte nacht

Twee mensen lopen door een kaal, kil woud;
de maan loopt mee, hun geest beschouwt.
De maan loopt over hoge eiken,
geen wolk omfloerst het hemellicht,
waarin de zwarte kruinen reiken. 
en vrouw zich tot een man dan richt:

Ik draag een kind, en niet van jou,
in zonde loop ik nu naast jou.
Ben over grenzen heen gegaan;
ik geloofde niet meer in geluk
toch bleef een vurige wens bestaan
naar levensvrucht, naar moedergeluk
en plicht – ik heb mij toen gegeven,
mijn schaamte huiverend opgeheven,
mijn lijf aan iemand zonder naam
en prees nadien geheel mijn bloed.
Nu kan ik mij niet meer vergeven,
om dat ik jou nu heb ontmoet.

Zij kijkt omhoog, onvast van tred
de maan schuift mede in duet;
haar donkere blik verdrinkt in licht.
Een man zich tot een vrouw dan richt:

Het kind dat jij al hebt gekregen,
begroet het onbezwaard genegen,
o zie, hoe klaar het heelal schittert!
Er ligt een glans om alles heen,
jij drijft met mij op koude zee,
maar wel een eigen warmte flikkert
van jou in mij, van mij in jou;
die in het vreemde kind zal varen,
jij zult het mij en van mij baren
jij hebt in mij de glans ontwaakt,
jij hebt mijzelf tot kind gemaakt.

Hij vat dan stevig haar figuur,
hun adem één met de natuur,
twee mensen gaan door helverlichte nacht.
 
Vertaling August Agasi, 2023

## Analyse
Qua vorm vertonen Dehmels gedicht en Schönbergs muziek een ABACA-structuur.
- ‘A’ is het refrein waarin een ‘verteller’ twee wandelende mensen in de natuur beschrijft;
- ‘B’ hierin bekent de vrouw zwanger te zijn van een andere man, en
- ‘C’ is de respons van de man met wie ze op dat moment – verliefd – door het donkere bos loopt.

Het conflict in de tekst (schuld ↔ vergeving) wordt niet opgelost maar, zoals de titel suggereert, ‘overstegen’. Het gedicht doet dit door de twee mensen naar een hoger niveau van elkaar begrijpen te tillen. Een agressieve of afstotende reactie van de man zou meer voor de hand hebben gelegen. De twee 'verheffen' elkaar echter naar wederzijds begrip en compassie en ‘bevruchten’ elkaar met humane warmte. De man zegt namelijk:
(...) eine eigne Wärme flimmert von Dir in mich, von mir in Dich. Die wird das fremde Kind verklären.
(een bijzondere gloed trilt van jou bij mij binnen en van mij bij jou. Die zal van het vreemde kind een prachtkind maken.)
Deze ‘verheffing' wordt ook in de muziek bereikt.
De eerste regel van het gedicht luidt:
Zwei Menschen gehn durch kahlen, kalten Hain
(twee mensen lopen door een kaal, koud woud) – een depressief, pessimistisch begin
De ‘Verklärung’ wordt in de laatste zin bereikt met:
Zwei Menschen gehn durch hohe, helle Nacht.
(twee mensen lopen door een verheven, heldere nacht) – een positief, optimistisch einde